# 桑乔·加西亚 (卡斯蒂利亚)
桑喬·加西亞（西班牙语：Sancho García，—1017年），被稱為of the Good Laws（西班牙語el de los Buenos Fueros），995年起是卡斯蒂利亚與阿拉瓦伯爵直到他去世。

## 生平
桑喬是加西亚·费尔南德斯伯爵和他的妻子里瓦戈薩的艾娃的兒子。在科爾多瓦的阿布·埃米尔·曼苏尔的支持下，他謀反對抗他的父親。這導致了伯國分裂成他與他父親的兩個部分，兩國一直沒有重新合併，直到五年後他的父親去世。他進行收復失地運動透過與潘普洛納的加西亞·桑切斯二世和巴努·戈麦斯的加西亚·戈麦斯共同對付曼蘇爾。1000年7月，桑喬領導的聯軍在塞韋拉戰役中被打敗了，但隨即在9月初成功的擊退了他領地內的科爾多瓦入侵者。 1002年曼蘇爾再次征討桑喬，另一場戰役開打了，基督徒稱之為卡拉塔納索爾戰役，而穆斯林則叫做佩德羅索的遠征。雙方對於戰役的結果有著不同的說法， 但兩邊都接受曼蘇爾在這次的戰役中陣亡了，使得桑喬最主要的敵人被去除了，並造成了科爾多瓦哈里發產生危機。桑喬在繼續統治15年後傳位給他的兒子加西亞。 

## 家庭以及子女
他的妻子名叫烏拉卡。薩爾達尼亞伯爵，貝尼·戈麥斯家族首領戈麥斯·迪亞斯，和卡斯蒂利亚的莫內阿東娜的女兒。他們的子女有：
- 莫内阿东娜·玛攸儿，長女，嫁給納瓦拉的桑乔三世，透過他們伯爵的權力最後轉讓了。
- 斐迪南，在999年3月2日前去世。
- 提格莉迪亞，歐尼亞的聖薩爾瓦多修道院女院長，她父親為了給她接任而建立的。
- 桑查，嫁給巴塞隆納伯爵贝伦格尔·拉蒙一世。
- 加西亞，繼承他的父親。

他們也可能是下列的父母：
- 烏拉卡，加斯科尼的桑乔·威廉六世的妻子。

## 祖先
| 桑乔·加西亚 (卡斯蒂利亚) 馬馬杜那家族出生于：938年逝世於：1017年 | 桑乔·加西亚 (卡斯蒂利亚) 馬馬杜那家族出生于：938年逝世於：1017年 | 桑乔·加西亚 (卡斯蒂利亚) 馬馬杜那家族出生于：938年逝世於：1017年 |
| ---------------------------------------------------------------- | ---------------------------------------------------------------- | ---------------------------------------------------------------- |
| 前任者： 加西亞·費爾南德斯                                       | 卡斯蒂利亚伯爵 995年–1017年                                      | 繼任者： 加西亞·桑切斯                                           |